# Fletxa Valona 2015
La Fletxa Valona 2015, 79a edició de la Fletxa Valona, es va disputar el dimecres 22 d'abril de 2015, entre Waremme i el Mur de Huy, sobre un recorregut de 205,5 kilòmetres. Aquesta era la dotzena prova de l'UCI World Tour 2015 i segona del tríptic de les Ardenes, després de l'Amstel Gold Race i abans de la Lieja-Bastogne-Lieja.
La cursa fou guanyada per l'espanyol Alejandro Valverde (Movistar Team) que s'imposà gràcies a una acceleració en els darrers metres de l'ascensió al Mur de Huy. Aquesta era la tercera victòria de Valverde en aquesta cursa, després de les aconseguides el 2006 i 2014, amb la qual cosa igualava a Marcel Kint, Eddy Merckx, Moreno Argentin i Davide Rebellin al capdamunt del palmarès d'aquesta clàssica. En segona posició finalitzà el jove francès Julian Alaphilippe (Etixx-Quick Step), mentre el suís Michael Albasini (Orica-GreenEDGE) completà el podi.

## Recorregut

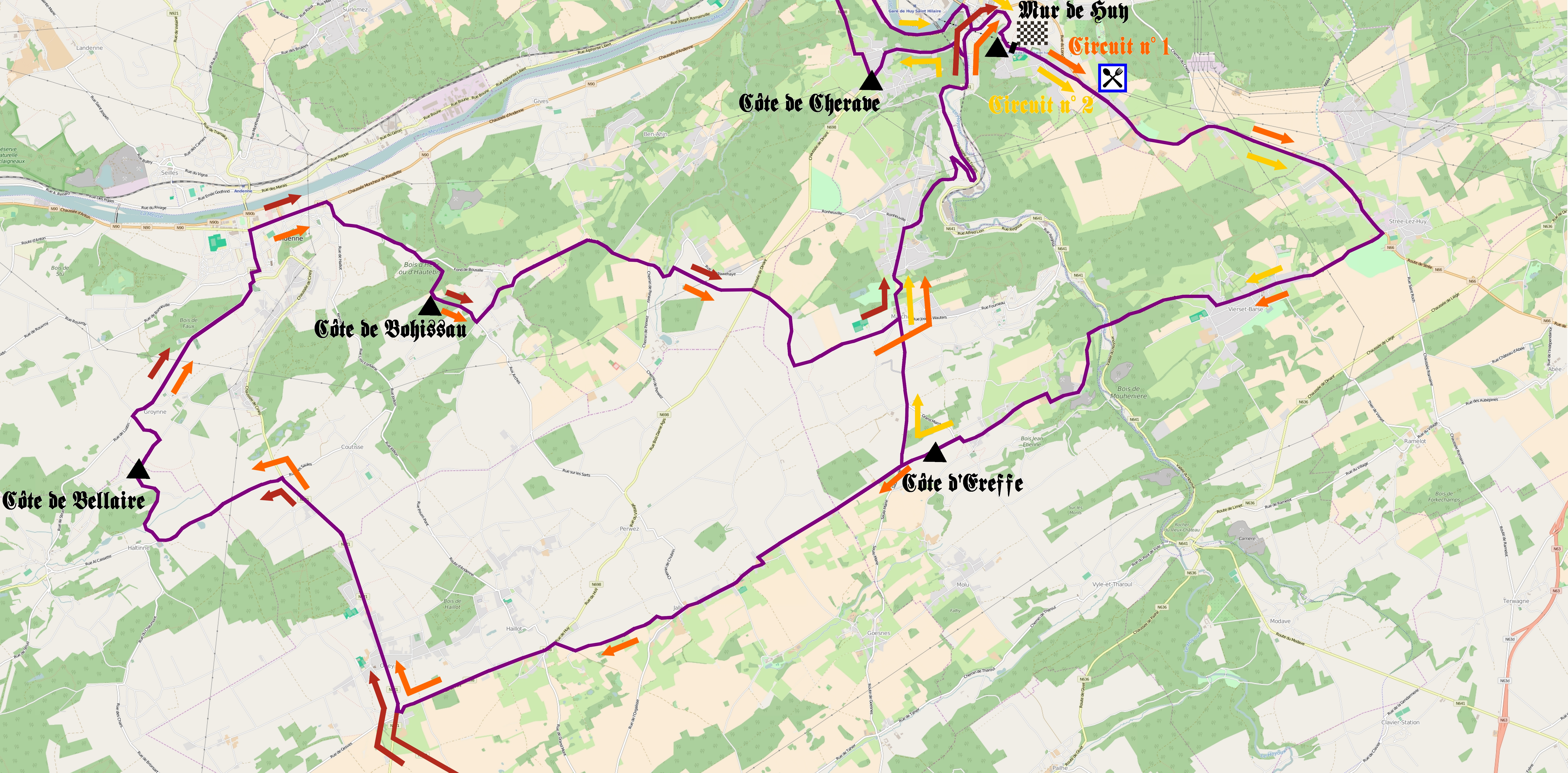

### Cotes
| Núm. | Km    | Nom                   | Distància (m) | Pendent mitjà |
| ---- | ----- | --------------------- | ------------- | ------------- |
| 1    | 22,0  | Cota des 36 Tournants | 2,9           | 4,8%          |
| 2    | 92,0  | Cota de Bellaire      | 1             | 6,3%          |
| 3    | 100,0 | Cota de Bohissau      | 2,4           | 5,5%          |
| 4    | 118,0 | Mur de Huy            | 1,3           | 9,6%          |
| 5    | 131,0 | Cota d'Ereffe         | 2,1           | 5%            |
| 6    | 150,0 | Cota de Bellaire      | 1             | 6,3%          |
| 7    | 158,5 | Cota de Bohissau      | 2.4           | 5,5%          |
| 8    | 176,5 | Mur de Huy            | 1,3           | 9,6%          |
| 9    | 189,0 | Cota d'Ereffe         | 2,1           | 5%            |
| 10   | 200,0 | Cota de Cherave       | 1,3           | 8,1%          |
| 11   | 205,5 | Mur de Huy            | 1,3           | 9,6%          |

## Equips participan-ts
Com a cursa UCI World Tour, els 17 equips d'aquesta categoria estan automàticament convidats i obligats a prendre-hi part. Els organitzadors, alhora, van atorgar vuit invitacions a equips continentals professionals per completar un gran grup de 25 equips i un màxim de 200 ciclistes.
| Núm.    | Codi | Equip                 |
| ------- | ---- | --------------------- |
| 1-8     | MOV  | Movistar Team         |
| 11-18   | TCG  | Cannondale-Garmin     |
| 21-28   | EQS  | Etixx-Quick Step      |
| 31-38   | AST  | Astana Qazaqstan Team |
| 41-48   | SKY  | Team Sky              |
| 51-58   | BMC  | BMC Racing Team       |
| 61-68   | KAT  | Team Katusha          |
| 71-78   | TCS  | Team Tinkoff-Saxo     |
| 81-88   | TFR  | Trek Factory Racing   |
| 91-100  | LAM  | Lampre-Merida         |
| 101-108 | ALM  | AG2R La Mondiale      |
| 111-118 | LTS  | Lotto Soudal          |
| 121-128 | EUC  | Team Europcar         |

| Núm.    | Codi | Equip                        |
| ------- | ---- | ---------------------------- |
| 131-138 | TLJ  | Team LottoNL-Jumbo           |
| 141-148 | OGE  | Orica-GreenEDGE              |
| 151-158 | TGA  | Team Giant-Alpecin           |
| 161-168 | FDJ  | FDJ                          |
| 171-178 | IAM  | IAM Cycling                  |
| 181-188 | TSV  | Topsport Vlaanderen-Baloise  |
| 191-200 | COF  | Cofidis                      |
| 201-208 | WGG  | Wanty-Groupe Gobert          |
| 211-219 | MTN  | MTN Qhubeka                  |
| 221-228 | BSE  | Bretagne-Séché Environnement |
| 231-238 | ROP  | Team Roompot                 |
| 241-248 | UHC  | UnitedHealthcare             |

## Classificació final
|    | Ciclista                 | Equip                 | Temps      | World Tour Punts |
| -- | ------------------------ | --------------------- | ---------- | ---------------- |
| 1  | Alejandro Valverde (ESP) | Movistar Team         | 5h 08' 22" | 80               |
| 2  | Julian Alaphilippe (FRA) | Etixx-Quick Step      | m. t.      | 60               |
| 3  | Michael Albasini (SUI)   | Orica-GreenEDGE       | m. t.      | 50               |
| 4  | Joaquim Rodríguez (CAT)  | Team Katusha          | m. t.      | 40               |
| 5  | Daniel Moreno (ESP)      | Team Katusha          | m. t.      | 30               |
| 6  | Alexis Vuillermoz (FRA)  | AG2R La Mondiale      | + 4"       | 22               |
| 7  | Sergio Luis Henao (COL)  | Team Sky              | + 4"       | 14               |
| 8  | Jakob Fuglsang (DEN)     | Astana Qazaqstan Team | + 4"       | 10               |
| 9  | Tom-Jelte Slagter (NED)  | Cannondale-Garmin     | + 4"       | 6                |
| 10 | Wilco Kelderman (NED)    | Team LottoNL-Jumbo    | + 4"       | 2                |